# The Nocturnal Silence
The Nocturnal Silence ist das Debütalbum der schwedischen Band Necrophobic.

## Entstehung
Das Album wurde im März 1993 in den Sunlight Studios aufgenommen und abgemischt; als Gastmusiker wirkten Micke Jansson und Richard Daemon mit. Produziert wurde es von der Band und Tomas Skogsberg, dieser wirkte zusammen mit Lars Lindèn auch als Toningenieur. Auf den ursprünglichen Pressungen war Inborn Evil als Shadows of the Moon angegeben. Wiederveröffentlichungen erfolgten 2003 durch Painkiller Records auf Vinyl und Hammerheart Records auf CD (mit abweichender Gestaltung) sowie 2011 durch Hammerheart Records auf Vinyl und CD.

## Titelliste
1. Awakening … – 4:25
2. Before the Dawn – 4:22
3. Unholy Prophecies – 5:42
4. The Nocturnal Silence – 5:13
5. Inborn Evil – 4:54 (auf den ursprünglichen Pressungen als Shadows of the Moon angegeben)
6. The Ancients Gate – 5:31
7. Sacrificial Rites – 4:52
8. Father of Creation – 6:02
9. Where Sinners Burn – 4:11

## Gestaltung
Das Cover stammt von Urban Skytt und zeigt neben dem von Johan Hansson entworfenen Necrophobic-Schriftzug und dem Titel des Albums ein umgedrehtes Pentagramm in einem auf der Spitze stehenden Pentagon in einem Kreis. Das Album enthält Photographien der Band durch Jocke Stabel und Karin Strandås. Auf dem CD-Label der ursprünglichen Pressung ist ein Symbol aus dem Necronomicon zu sehen; die Hammerheart-Version zeigt stattdessen das gleiche Symbol wie das Cover, jedoch anders koloriert.

## Musikstil und Texte
Die Musik enthält für schwedische Bands wie Unleashed oder Dismember typische Elemente als auch solche von Deicide und Bathory. Entsprechend enthält das Album „Texte, die sich mehr mit Beelzebub und Fegefeuer als mit faulenden Innereien befassen“. Der Gesang orientiert sich am Thrash Metal mit leichtem Hang zu Death-Metal-Growls.

## Rezeption
The Nocturnal Silence wurde vom Rock-Hard-Redakteur als „echter Death Metal-Klassiker aus Schweden“ gelobt; das Album setze „zwar in puncto Originalität kaum neue Akzente“, komme „dafür aber gleich mit einer ganzen Armada an Hammer-Riffs und sauberen Songstrukturen“ daher. Ihn habe die „Symbiose aus traditionellen DM-Elementen, verschleppten Black Metal-Parts und verspielten Arrangements jedenfalls ganz schön aus dem Sessel gehauen, weshalb ich konsequenterweise 9 Punkte vergebe und ‚The Nocturnal Silence‘ allen DM-Lunatics da draußen wärmstens ans Herz lege“. In seiner Rezension zum folgenden Album Darkside schrieb er, das Debüt gelte „als Klassiker des schwedischen Death Metal, und jedermann prophezeite den Jungs von NECROPHOBIC seinerzeit eine große Zukunft“. Bis zur Veröffentlichung der EP Spawned by Evil jedoch „passierte nichts. Keine Tour, kein weiteres akustisches Lebenszeichen. Rein gar nichts.“ Eckart Maronde von metal.de zufolge hat die Band „an ihrem Stil und an jedem einzelnen Song so lange gefeilt, bis jeder Ton sitzt. Und so ist ‚The Nocturnal Silence‘ ein hochkarätiges Album, das von der Band bis zum heutigen Tage zumindest nicht mehr getoppt worden ist – obwohl NECROPHOBIC bis dato einige starke Alben abgeliefert haben.“